# デン-マーク・ファイスト
デン-マーク・ファイスト（英: DenMark Feist）は、アメリカ合衆国原産のツリーイング・ドッグ犬種である。「デン-マーク」という犬種名は国名（デンマーク）からついたものではなく、作出に携わった2人のブリーダーのニックネームをつなげてつけられたものである。「デン-マーク」のスペはDen Markとスペースを空けてつづられる事もある。犬種名による混乱を避けるため、ここでは犬種名の間にハイフン（-）を入れた表記を採用している。

## 歴史
1917年にマーク（Mark）というブリーダーの家に来たセールスマンが連れていた犬が本種の基礎になっている。マークはその犬を多くの品物と物々交換する事によって入手し、ツリーイング・ドッグとして訓練を行った。その結果、その犬は優秀な猟犬として成長し、マークが所持していた他の犬に比べて高い不屈の心とずば抜けた狩猟能力を持っていたことも分かっていった。そのためこの犬を使って新しい犬種を作り出す試みが行われた。この計画はデニス（Dennis、愛称はデン Den）という人物も加入し、複数のファイスト犬種を複雑に交配させる事によって綿密に長期に亘って行われた。そして1984年にデン-マーク・ファイストが完成し、その2年後には早くも愛好家が集って犬種クラブを発足した。犬種クラブの積極的な活動により本種の知名度は少しずつ上昇し、原産国内で知られるようになっていった。
デン-マーク・ファイストはリスなどの小型獣だけでなく、アライグマやピューマのツリーイングも行うことが出来る。ファイスト犬種のひとつであるため狩猟中は気が強くなり、獲物をツリーイングする前に倒してしまう事もしばしばあるといわれる。本種のツリーイングの仕方は獲物を睨んだりして威圧する事により吠え声を出さずに追跡を行い、木の上に追い詰める方法で行われる。又、副業として農場の見張りを行うのにも使われている。
地元では有能な猟犬として飼育されているが、あまりその他の地域では飼育されていない犬種である。ほとんどの犬がアメリカ国内でのみ飼育されていて、原産国外ではほとんど飼育されていない。FCIには公認を行っておらず、ペットとして飼われることも稀である。

## 特徴
マズルは長く、頭頂部は平らである。筋肉質の引き締まった体つきで脚が長く、俊足である。耳は折れ耳で、尾は生まれつき無いか基部しかない非常に短い垂れ尾である。実に70%のデン-マーク・ファイストが生まれつき尾を持たないといわれている。コートはなめらかなスムースコートで、毛色はレット、イエロー、レット・アンド・ホワイトで、マズルと耳が黒い「ブラックマスク」という特徴も持っている。中型犬サイズで、性格は忠実で人懐こいが、主人や家族に危機が迫ると勇敢に立ち向かう。又、ツリーイング猟の時は気が強くなるが、それ以外のときは大人しく温和である。あまり吠える事が好きではなく、それを最小限に止めようとする。運動量は多く、野外を走り回ることが大好きである。尚、もともとの使役上、小動物を見せると襲い掛かる事があるため見せないようにするべきである。

## 参考
『デズモンド・モリスの犬種事典』デズモンド・モリス著書、福山英也、大木卓訳 誠文堂新光社、2007年